# 一見さん
一見さん（いちげんさん）は、あるお店に何らの面識なく初めて訪れた人のことである。

## 一見さんお断り
一見さんお断りと言えば、そのようにお店に全く関わりのない初めての人は入店を断られる場合がある事を意味する。そのような店に入るためには、利用前歴がある人物から何らかの形で紹介をされるか、または販売店の場合は、商品を購入する前提（ウインドウショッピングしない）で訪れる必要がある。
主に京都の料亭にそのような店が多いと言われているが、最近は緩くなっており、一見さんでも入店可能な店も増えている。
いわゆる待合茶屋の一部では、財布を持ち歩かない旦那でも遊べるよう置屋に支払う芸妓の費用、料理屋に支払う酒や仕出し費用、タクシー代に至るまで茶屋側が後日まとめて清算、請求するという伝統的な料金システム（売掛）を採っているため、売掛金の回収が担保できない一見さんでは利用できないという事情がある。その中でもインバウンドを含めた観光客が気軽に利用できるように、予約は必要としながらも受け入れを模索する店も現れている。